# Burnden Park
Burnden Park var et fodboldstadion, som var hjemmebane for den engelske fodboldklub Bolton Wanderers, som spillede hjemmekampe der mellem 1895 og 1997. Udover at være vært for omkampen i FA Cup-finalen i 1901, var det i 1946 også stedet for Burnden Park disaster.
Stadionet blev revet ned i 1999, to år efter at Bolton rykkede til deres nye stadion, der dengang hed Reebok Stadium.